# Selma Vilhunen
Pour les articles homonymes, voir Vilhunen.
Selma Vilhunen, née le 21 octobre 1976 à Turku (Finlande), est une cinéaste finlandaise.

## Biographie
En 2010, avec le producteur Elli Toivoniemi, le scénariste-réalisateur Jenni Toivoniemi et la scénariste Kirsikka Saari, Selma Vilhunen fonde la société de production cinématographique Tuffi Films qui produit à la fois des films de fiction et des films documentaires.
Selma Vilhunen et sa collègue productrice Kirsikka Saari ont reçu une nomination aux Oscars dans la catégorie du meilleur court métrage d'action en prises de vues réelles pour le film Pitääkö mun kaikki hoitaa? sorti en 2013.

## Filmographie partielle

### Au cinéma
- 2011 : Pitääkö mun kaikki hoitaa? (court métrage)
- 2014 : Laulu (fi) (documentaire)
- 2016 : Tyttö nimeltä Varpu
- 2017 : Hobbyhorse Revolution (un film documentaire sur le cheval bâton[2])
- 2018 : Hölmö nuori sydän
- 2023 : Amours à la finlandaise (Neljä pientä aikuista, en anglais : Four Little Adults)

### À la télévision
- 2007 : Pietà (téléfilm)
- 2020 : Paras vuosi ikinä (fi) (série télévisée)

## Récompenses et distinctions
- prix Jussi 2018 du meilleur documentaire pour Hobbyhorse Revolution

- (en) Selma Vilhunen: Awards, sur l'Internet Movie Database